# Джадж Рейнгольд
Джадж Рейнгольд (англ. Judge Reinhold; 21 травня 1957) — американський актор.

## Біографія
Едвард Ернест Рейнгольд молодший народився 21 травня 1957 року в місті Вілмінгтон, штат Делавер. Батько Едвард Ернст Рейнгольд старший — адвокат, мати Регіна Флемінг. Освіту здобув в коледжі Мері Вашингтон і школі мистецтв Північної Кароліни. Батько дав йому прізвисько «Джадж», що означає суддя.

## Кар'єра
Джадж Рейнгольд дебютував у кінці 1970-х років на телебаченні, популярності набув після комедії «Круті часи в „Ріджмонт Хай“» (1982). Міжнародну популярність Джаджу принесла комедія «Поліцейський з Беверлі Гіллз» (1984) за участю Едді Мерфі. Після цього він знявся у головних ролях відразу трьох фільмів, жоден з яких не мав комерційного успіху. Однак він отримав свою порцію схвалення за другорядну роль у фільмі 1986-го року «Безжальні люди». 1988-го року Джадж Рейнгольд знявся у головній ролі у фільмі «Все навпаки». Фільм став провальним, і після цього Рейнгольд знімався переважно в другорядних ролях.

## Особисте життя
Джадж Рейнгольд вперше одружився 1 листопада 1985 року на Керрі Фрейзер, через деякий час вони розлучилися. Вдруге одружився з Емі Міллер 8 січня 2000 року.

## Фільмографія
| Рік  |    | Українська назва                           | Оригінальна назва                     | Роль                         |
| ---- | -- | ------------------------------------------ | ------------------------------------- | ---------------------------- |
| 1980 | ф  | Панічна втеча                              | Running Scared                        | Лерой Бічер                  |
| 1982 | ф  | Круті часи в «Ріджмонт Хай»                | Fast Times at Ridgemont High          | Бред Гамільтон               |
| 1984 | ф  | Гремліни                                   | Gremlins                              | Джералд Гопкінс              |
| 1984 | ф  | Поліцейський з Беверлі Гіллз               | Beverly Hills Cop                     | Біллі Роузвуд                |
| 1984 | ф  | Закусочна на шосе 66                       | Roadhouse 66                          | Бекмен                       |
| 1986 | ф  | Безжальні люди                             | Ruthless People                       | Кен Кесслер                  |
| 1987 | ф  | Поліцейський з Беверлі Гіллз 2             | Beverly Hills Cop II                  | Біллі Роузвуд                |
| 1988 | ф  | Все навпаки                                | Vice Versa                            | Маршалл Сеймур               |
| 1990 | ф  | Тільки через її труп                       | Enid Is Sleeping                      | Гаррі                        |
| 1991 | ф  | Зендалі                                    | Zandalee                              | Террі Мартін                 |
| 1992 | тф | Чорна магія                                | Black Magic                           | Алекс Гейдж                  |
| 1992 | тф |                                            | Four Eyes and Six-Guns                | Ернест Олбрайт               |
| 1993 | ф  |                                            | Bank Robber                           | офіцер Гросс                 |
| 1994 | ф  | Поліцейський з Беверлі Гіллз 3             | Beverly Hills Cop III                 | Біллі Роузвуд                |
| 1994 | ф  | Санта-Клаус                                | The Santa Clause                      | Ніл Міллер                   |
| 1995 | тф | Жива небіжчиця                             | As Good as Dead                       | Рон Холден / Аарон Ворфілд   |
| 1996 | тф | Право не відповідати на запитання          | The Right to Remain Silent            | Буфорд Лоурі / Біллі Флан    |
| 1997 | ф  | Сімейний план                              | Family Plan                           | Джеффрі Чейз                 |
| 1998 | ф  |                                            | Homegrown                             | поліцейський                 |
| 1999 | ф  |                                            | My Brother the Pig                    | Річард Колдуелл              |
| 1999 | ф  |                                            | Walking Across Egypt                  | Роберт Рігсбі                |
| 2000 | ф  | Їх поміняли мізками                        | Boltneck                              | містер Штайн                 |
| 2000 | в  | Бетховен 3                                 | Beethoven's 3rd                       | Річард Ньютон                |
| 2001 | в  | Бетховен 4                                 | Beethoven's 4rd                       | Річард Ньютон                |
| 2002 | ф  | Санта-Клаус 2                              | The Santa Clause 2                    | Ніл Міллер                   |
| 2004 | мф | Велике кіно Кліффорда                      | Clifford's Really Big Movie           | Ларрі Гейблгоббл (озвучення) |
| 2005 | ф  |                                            | Checking Out                          | Баррі Епплбаум               |
| 2006 | ф  | Санта-Клаус 3                              | The Santa Clause 3: The Escape Clause | Ніл Міллер                   |
| 2008 | ф  | На тверезу голову                          | Swing Vote                            | Волтер                       |
| 2009 | в  | Доктор Дуліттл 5                           | Dr. Dolittle: Million Dollar Mutts    | менеджер телемережі          |
| 2024 | ф  | Поліцейський з Беверлі-Хіллз: Аксель Фоулі | Beverly Hills Cop: Axel Foley         | Біллі Роузвуд                |